# Quatre Jours de Dunkerque 2022
Les Quatre Jours de Dunkerque 2022 sont la 66e édition de cette course cycliste masculine sur route. Ils ont lieu du 3 au 8 mai 2022 dans la région Hauts-de-France, en France, et font partie du calendrier UCI ProSeries 2022 en catégorie 2.Pro. Les éditions de 2020 et 2021 avaient été annulées à cause de la pandémie de Covid-19. La course est remportée par le Belge Philippe Gilbert de l'équipe Lotto-Soudal.

## Présentation

### Équipes
18 équipes participent à la course : 6 WorldTeams, 8 équipes continentales professionnelles et 4 équipes continentales :
| WorldTeams (6)- Lotto-Soudal - AG2R Citroën Team - Cofidis - Groupama-FDJ - Intermarché-Wanty-Gobert Matériaux - Team DSM ProTeams (8)- Alpecin-Fenix - B&B Hotels-KTM - Bingoal Pauwels Sauces WB - Burgos-BH - Human Powered Health - Sport Vlaanderen-Baloise - Arkéa-Samsic - TotalEnergies Équipes continentales (4)- Go Sport-Roubaix Lille Métropole - Nice Métropole Côte d'Azur - Saint Michel-Auber 93 - UC Nantes Atlantique |
| |

## Étapes
| Étape     | Date  | Villes étapes                | type            | Distance (km) | Dénivelé (m) | Vainqueur d'étape | Leader du classement général |
| --------- | ----- | ---------------------------- | --------------- | ------------- | ------------ | ----------------- | ---------------------------- |
| 1re étape | 3 mai | Dunkerque – Aniche           | étape de plaine | 161,1         | 713 m        | Arvid de Kleijn   | Arvid de Kleijn              |
| 2e étape  | 4 mai | Béthune – Maubeuge           | étape de plaine | 181,5         | 1 089 m      | Jason Tesson      | Jason Tesson                 |
| 3e étape  | 5 mai | Péronne – Mont-Saint-Éloi    | étape vallonnée | 170           | 1 573 m      | Philippe Gilbert  | Arvid de Kleijn              |
| 4e étape  | 6 mai | Mazingarbe – Aire-sur-la-Lys | étape vallonnée | 174,8         | 1 129 m      | Lionel Taminiaux  | Evaldas Šiškevičius          |
| 5e étape  | 7 mai | Roubaix – Cassel             | étape vallonnée | 183,7         | 2 336 m      | Gianni Vermeersch | Philippe Gilbert             |
| 6e étape  | 8 mai | Ardres – Dunkerque           | étape de plaine | 182,9         | 668 m        | Gerben Thijssen   | Philippe Gilbert             |

## Déroulement de la course

### 1reétape
| \| Classement de l'étape \| Classement de l'étape \| Classement de l'étape \| Classement de l'étape \| Classement de l'étape \| \| Coureur \| Coureur \| Pays \| Équipe \| Temps \| \| --------------------- \| --------------------- \| --------------------- \| ------------------------- \| --------------------- \| \| 1er \| Arvid de Kleijn \| Pays-Bas \| Human Powered Health \| 3 h 31 min 14 s \| \| 2e \| Jason Tesson \| France \| Saint Michel-Auber 93 \| + 0 s \| \| 3e \| Nils Eekhoff \| Pays-Bas \| Team DSM \| + 0 s \| \| 4e \| Pierre Barbier \| France \| B&B Hotels-KTM \| + 0 s \| \| 5e \| Alexis Renard \| France \| Cofidis \| + 0 s \| \| 6e \| Arnaud De Lie \| Belgique \| Lotto-Soudal \| + 0 s \| \| 7e \| Bram Welten \| Pays-Bas \| Groupama-FDJ \| + 0 s \| \| 8e \| Daniel McLay \| Royaume-Uni \| Arkéa-Samsic \| + 0 s \| \| 9e \| Arne Marit \| Belgique \| Sport Vlaanderen-Baloise \| + 0 s \| \| 10e \| Stanisław Aniołkowski \| Pologne \| Bingoal Pauwels Sauces WB \| + 0 s \| |                       |             |                           |                 |
| |                       |             |                           |                 |
| Source : ProCyclingStats |                       |             |                           |                 |
| Classement de l'étape |                       |             |                           |                 |
| Coureur | Coureur               | Pays        | Équipe                    | Temps           |
| 1er | Arvid de Kleijn       | Pays-Bas    | Human Powered Health      | 3 h 31 min 14 s |
| 2e | Jason Tesson          | France      | Saint Michel-Auber 93     | + 0 s           |
| 3e | Nils Eekhoff          | Pays-Bas    | Team DSM                  | + 0 s           |
| 4e | Pierre Barbier        | France      | B&B Hotels-KTM            | + 0 s           |
| 5e | Alexis Renard         | France      | Cofidis                   | + 0 s           |
| 6e | Arnaud De Lie         | Belgique    | Lotto-Soudal              | + 0 s           |
| 7e | Bram Welten           | Pays-Bas    | Groupama-FDJ              | + 0 s           |
| 8e | Daniel McLay          | Royaume-Uni | Arkéa-Samsic              | + 0 s           |
| 9e | Arne Marit            | Belgique    | Sport Vlaanderen-Baloise  | + 0 s           |
| 10e | Stanisław Aniołkowski | Pologne     | Bingoal Pauwels Sauces WB | + 0 s           |

| \| Classement général \| Classement général \| Classement général \| Classement général \| Classement général \| \| Coureur \| Coureur \| Pays \| Équipe \| Temps \| \| ------------------ \| --------------------- \| ------------------ \| -------------------------------- \| ------------------ \| \| 1er \| Arvid de Kleijn \| Pays-Bas \| Human Powered Health \| 3 h 31 min 04 s \| \| 2e \| Jason Tesson \| France \| Saint Michel-Auber 93 \| + 4 s \| \| 3e \| Nils Eekhoff \| Pays-Bas \| Team DSM \| + 6 s \| \| 4e \| Cyril Barthe \| France \| B&B Hotels-KTM \| + 6 s \| \| 5e \| Milan Fretin \| Belgique \| Sport Vlaanderen-Baloise \| + 6 s \| \| 6e \| Evaldas Šiškevičius \| Lituanie \| Go Sport-Roubaix Lille Métropole \| + 6 s \| \| 7e \| Clément Russo \| France \| Arkéa-Samsic \| + 7 s \| \| 8e \| Stanisław Aniołkowski \| Pologne \| Bingoal Pauwels Sauces WB \| + 8 s \| \| 9e \| Axel Zingle \| France \| Cofidis \| + 9 s \| \| 10e \| Pierre Barbier \| France \| B&B Hotels-KTM \| + 10 s \| |                       |          |                                  |                 |
| |                       |          |                                  |                 |
| Source : ProCyclingStats |                       |          |                                  |                 |
| Classement général |                       |          |                                  |                 |
| Coureur | Coureur               | Pays     | Équipe                           | Temps           |
| 1er | Arvid de Kleijn       | Pays-Bas | Human Powered Health             | 3 h 31 min 04 s |
| 2e | Jason Tesson          | France   | Saint Michel-Auber 93            | + 4 s           |
| 3e | Nils Eekhoff          | Pays-Bas | Team DSM                         | + 6 s           |
| 4e | Cyril Barthe          | France   | B&B Hotels-KTM                   | + 6 s           |
| 5e | Milan Fretin          | Belgique | Sport Vlaanderen-Baloise         | + 6 s           |
| 6e | Evaldas Šiškevičius   | Lituanie | Go Sport-Roubaix Lille Métropole | + 6 s           |
| 7e | Clément Russo         | France   | Arkéa-Samsic                     | + 7 s           |
| 8e | Stanisław Aniołkowski | Pologne  | Bingoal Pauwels Sauces WB        | + 8 s           |
| 9e | Axel Zingle           | France   | Cofidis                          | + 9 s           |
| 10e | Pierre Barbier        | France   | B&B Hotels-KTM                   | + 10 s          |

### 2eétape
| \| Classement de l'étape \| Classement de l'étape \| Classement de l'étape \| Classement de l'étape \| Classement de l'étape \| \| Coureur \| Coureur \| Pays \| Équipe \| Temps \| \| --------------------- \| --------------------- \| --------------------- \| ---------------------------------- \| --------------------- \| \| 1er \| Jason Tesson \| France \| Saint Michel-Auber 93 \| 4 h 04 min 25 s \| \| 2e \| Gerben Thijssen \| Belgique \| Intermarché-Wanty-Gobert Matériaux \| + 0 s \| \| 3e \| Thomas Boudat \| France \| Go Sport-Roubaix Lille Métropole \| + 0 s \| \| 4e \| Arvid de Kleijn \| Pays-Bas \| Human Powered Health \| + 0 s \| \| 5e \| Hugo Hofstetter \| France \| Arkéa-Samsic \| + 0 s \| \| 6e \| Clément Russo \| France \| Arkéa-Samsic \| + 0 s \| \| 7e \| Marc Sarreau \| France \| AG2R Citroën Team \| + 0 s \| \| 8e \| Lorrenzo Manzin \| France \| TotalEnergies \| + 0 s \| \| 9e \| Bram Welten \| Pays-Bas \| Groupama-FDJ \| + 0 s \| \| 10e \| Óscar Pelegrí \| Espagne \| Burgos-BH \| + 0 s \| |                 |          |                                    |                 |
| |                 |          |                                    |                 |
| Source : ProCyclingStats |                 |          |                                    |                 |
| Classement de l'étape |                 |          |                                    |                 |
| Coureur | Coureur         | Pays     | Équipe                             | Temps           |
| 1er | Jason Tesson    | France   | Saint Michel-Auber 93              | 4 h 04 min 25 s |
| 2e | Gerben Thijssen | Belgique | Intermarché-Wanty-Gobert Matériaux | + 0 s           |
| 3e | Thomas Boudat   | France   | Go Sport-Roubaix Lille Métropole   | + 0 s           |
| 4e | Arvid de Kleijn | Pays-Bas | Human Powered Health               | + 0 s           |
| 5e | Hugo Hofstetter | France   | Arkéa-Samsic                       | + 0 s           |
| 6e | Clément Russo   | France   | Arkéa-Samsic                       | + 0 s           |
| 7e | Marc Sarreau    | France   | AG2R Citroën Team                  | + 0 s           |
| 8e | Lorrenzo Manzin | France   | TotalEnergies                      | + 0 s           |
| 9e | Bram Welten     | Pays-Bas | Groupama-FDJ                       | + 0 s           |
| 10e | Óscar Pelegrí   | Espagne  | Burgos-BH                          | + 0 s           |

| \| Classement général \| Classement général \| Classement général \| Classement général \| Classement général \| \| Coureur \| Coureur \| Pays \| Équipe \| Temps \| \| ------------------ \| ------------------- \| ------------------ \| ---------------------------------- \| ------------------ \| \| 1er \| Jason Tesson \| France \| Saint Michel-Auber 93 \| 7 h 35 min 20 s \| \| 2e \| Arvid de Kleijn \| Pays-Bas \| Human Powered Health \| + 9 s \| \| 3e \| Gerben Thijssen \| Belgique \| Intermarché-Wanty-Gobert Matériaux \| + 13 s \| \| 4e \| Evaldas Šiškevičius \| Lituanie \| Go Sport-Roubaix Lille Métropole \| + 13 s \| \| 5e \| Nils Eekhoff \| Pays-Bas \| Team DSM \| + 15 s \| \| 6e \| Cyril Barthe \| France \| B&B Hotels-KTM \| + 15 s \| \| 7e \| Thomas Boudat \| France \| Go Sport-Roubaix Lille Métropole \| + 15 s \| \| 8e \| Clément Russo \| France \| Arkéa-Samsic \| + 16 s \| \| 9e \| Samuel Watson \| Royaume-Uni \| Équipe continentale Groupama-FDJ \| + 16 s \| \| 10e \| Ángel Fuentes \| Espagne \| Burgos-BH \| + 16 s \| |                     |             |                                    |                 |
| |                     |             |                                    |                 |
| Source : ProCyclingStats |                     |             |                                    |                 |
| Classement général |                     |             |                                    |                 |
| Coureur | Coureur             | Pays        | Équipe                             | Temps           |
| 1er | Jason Tesson        | France      | Saint Michel-Auber 93              | 7 h 35 min 20 s |
| 2e | Arvid de Kleijn     | Pays-Bas    | Human Powered Health               | + 9 s           |
| 3e | Gerben Thijssen     | Belgique    | Intermarché-Wanty-Gobert Matériaux | + 13 s          |
| 4e | Evaldas Šiškevičius | Lituanie    | Go Sport-Roubaix Lille Métropole   | + 13 s          |
| 5e | Nils Eekhoff        | Pays-Bas    | Team DSM                           | + 15 s          |
| 6e | Cyril Barthe        | France      | B&B Hotels-KTM                     | + 15 s          |
| 7e | Thomas Boudat       | France      | Go Sport-Roubaix Lille Métropole   | + 15 s          |
| 8e | Clément Russo       | France      | Arkéa-Samsic                       | + 16 s          |
| 9e | Samuel Watson       | Royaume-Uni | Équipe continentale Groupama-FDJ   | + 16 s          |
| 10e | Ángel Fuentes       | Espagne     | Burgos-BH                          | + 16 s          |

### 3eétape
Jason Tesson reçoit une pénalité en temps et perd son maillot rose, il conserve toutefois sa deuxième place au sprint derrière Philippe Gilbert.
| \| Classement de l'étape \| Classement de l'étape \| Classement de l'étape \| Classement de l'étape \| Classement de l'étape \| \| Coureur \| Coureur \| Pays \| Équipe \| Temps \| \| --------------------- \| --------------------- \| --------------------- \| ---------------------------------- \| --------------------- \| \| 1er \| Philippe Gilbert \| Belgique \| Lotto-Soudal \| 4 h 22 min 14 s \| \| 2e \| Jason Tesson \| France \| Saint Michel-Auber 93 \| + 0 s \| \| 3e \| Julien Simon \| France \| TotalEnergies \| + 0 s \| \| 4e \| Pierre Barbier \| France \| B&B Hotels-KTM \| + 0 s \| \| 5e \| Hugo Hofstetter \| France \| Arkéa-Samsic \| + 0 s \| \| 6e \| Clément Russo \| France \| Arkéa-Samsic \| + 0 s \| \| 7e \| Baptiste Planckaert \| Belgique \| Intermarché-Wanty-Gobert Matériaux \| + 0 s \| \| 8e \| Lionel Taminiaux \| Belgique \| Alpecin-Fenix \| + 0 s \| \| 9e \| Marc Sarreau \| France \| AG2R Citroën Team \| + 0 s \| \| 10e \| Benjamin Thomas \| France \| Cofidis \| + 0 s \| |                     |          |                                    |                 |
| |                     |          |                                    |                 |
| Source : ProCyclingStats |                     |          |                                    |                 |
| Classement de l'étape |                     |          |                                    |                 |
| Coureur | Coureur             | Pays     | Équipe                             | Temps           |
| 1er | Philippe Gilbert    | Belgique | Lotto-Soudal                       | 4 h 22 min 14 s |
| 2e | Jason Tesson        | France   | Saint Michel-Auber 93              | + 0 s           |
| 3e | Julien Simon        | France   | TotalEnergies                      | + 0 s           |
| 4e | Pierre Barbier      | France   | B&B Hotels-KTM                     | + 0 s           |
| 5e | Hugo Hofstetter     | France   | Arkéa-Samsic                       | + 0 s           |
| 6e | Clément Russo       | France   | Arkéa-Samsic                       | + 0 s           |
| 7e | Baptiste Planckaert | Belgique | Intermarché-Wanty-Gobert Matériaux | + 0 s           |
| 8e | Lionel Taminiaux    | Belgique | Alpecin-Fenix                      | + 0 s           |
| 9e | Marc Sarreau        | France   | AG2R Citroën Team                  | + 0 s           |
| 10e | Benjamin Thomas     | France   | Cofidis                            | + 0 s           |

| \| Classement général \| Classement général \| Classement général \| Classement général \| Classement général \| \| Coureur \| Coureur \| Pays \| Équipe \| Temps \| \| ------------------ \| ------------------- \| ------------------ \| ---------------------------------- \| ------------------ \| \| 1er \| Arvid de Kleijn \| Pays-Bas \| Human Powered Health \| 11 h 57 min 43 s \| \| 2e \| Philippe Gilbert \| Belgique \| Lotto-Soudal \| + 0 s \| \| 3e \| Samuel Leroux \| France \| Go Sport-Roubaix Lille Métropole \| + 1 s \| \| 4e \| Gerben Thijssen \| Belgique \| Intermarché-Wanty-Gobert Matériaux \| + 4 s \| \| 5e \| Evaldas Šiškevičius \| Lituanie \| Go Sport-Roubaix Lille Métropole \| + 4 s \| \| 6e \| Thomas Boudat \| France \| Go Sport-Roubaix Lille Métropole \| + 6 s \| \| 7e \| Nils Eekhoff \| Pays-Bas \| Team DSM \| + 6 s \| \| 8e \| Cyril Barthe \| France \| B&B Hotels-KTM \| + 6 s \| \| 9e \| Julien Simon \| France \| TotalEnergies \| + 6 s \| \| 10e \| Clément Russo \| France \| Arkéa-Samsic \| + 7 s \| |                     |          |                                    |                  |
| |                     |          |                                    |                  |
| Source : ProCyclingStats |                     |          |                                    |                  |
| Classement général |                     |          |                                    |                  |
| Coureur | Coureur             | Pays     | Équipe                             | Temps            |
| 1er | Arvid de Kleijn     | Pays-Bas | Human Powered Health               | 11 h 57 min 43 s |
| 2e | Philippe Gilbert    | Belgique | Lotto-Soudal                       | + 0 s            |
| 3e | Samuel Leroux       | France   | Go Sport-Roubaix Lille Métropole   | + 1 s            |
| 4e | Gerben Thijssen     | Belgique | Intermarché-Wanty-Gobert Matériaux | + 4 s            |
| 5e | Evaldas Šiškevičius | Lituanie | Go Sport-Roubaix Lille Métropole   | + 4 s            |
| 6e | Thomas Boudat       | France   | Go Sport-Roubaix Lille Métropole   | + 6 s            |
| 7e | Nils Eekhoff        | Pays-Bas | Team DSM                           | + 6 s            |
| 8e | Cyril Barthe        | France   | B&B Hotels-KTM                     | + 6 s            |
| 9e | Julien Simon        | France   | TotalEnergies                      | + 6 s            |
| 10e | Clément Russo       | France   | Arkéa-Samsic                       | + 7 s            |

### 4eétape
| \| Classement de l'étape \| Classement de l'étape \| Classement de l'étape \| Classement de l'étape \| Classement de l'étape \| \| Coureur \| Coureur \| Pays \| Équipe \| Temps \| \| --------------------- \| --------------------------- \| --------------------- \| ---------------------------------- \| --------------------- \| \| 1er \| Lionel Taminiaux \| Belgique \| Alpecin-Fenix \| 4 h 01 min 54 s \| \| 2e \| Stanisław Aniołkowski \| Pologne \| Bingoal Pauwels Sauces WB \| + 0 s \| \| 3e \| Gerben Thijssen \| Belgique \| Intermarché-Wanty-Gobert Matériaux \| + 0 s \| \| 4e \| Lorrenzo Manzin \| France \| TotalEnergies \| + 0 s \| \| 5e \| Arvid de Kleijn \| Pays-Bas \| Human Powered Health \| + 0 s \| \| 6e \| Bram Welten \| Pays-Bas \| Groupama-FDJ \| + 0 s \| \| 7e \| Reinardt Janse van Rensburg \| Afrique du Sud \| Lotto-Soudal \| + 0 s \| \| 8e \| Jules Hesters \| Belgique \| Sport Vlaanderen-Baloise \| + 0 s \| \| 9e \| Nils Eekhoff \| Pays-Bas \| Team DSM \| + 0 s \| \| 10e \| Mihkel Räim \| Estonie \| Burgos-BH \| + 0 s \| |                             |                |                                    |                 |
| |                             |                |                                    |                 |
| Source : ProCyclingStats |                             |                |                                    |                 |
| Classement de l'étape |                             |                |                                    |                 |
| Coureur | Coureur                     | Pays           | Équipe                             | Temps           |
| 1er | Lionel Taminiaux            | Belgique       | Alpecin-Fenix                      | 4 h 01 min 54 s |
| 2e | Stanisław Aniołkowski       | Pologne        | Bingoal Pauwels Sauces WB          | + 0 s           |
| 3e | Gerben Thijssen             | Belgique       | Intermarché-Wanty-Gobert Matériaux | + 0 s           |
| 4e | Lorrenzo Manzin             | France         | TotalEnergies                      | + 0 s           |
| 5e | Arvid de Kleijn             | Pays-Bas       | Human Powered Health               | + 0 s           |
| 6e | Bram Welten                 | Pays-Bas       | Groupama-FDJ                       | + 0 s           |
| 7e | Reinardt Janse van Rensburg | Afrique du Sud | Lotto-Soudal                       | + 0 s           |
| 8e | Jules Hesters               | Belgique       | Sport Vlaanderen-Baloise           | + 0 s           |
| 9e | Nils Eekhoff                | Pays-Bas       | Team DSM                           | + 0 s           |
| 10e | Mihkel Räim                 | Estonie        | Burgos-BH                          | + 0 s           |

| \| Classement général \| Classement général \| Classement général \| Classement général \| Classement général \| \| Coureur \| Coureur \| Pays \| Équipe \| Temps \| \| ------------------ \| --------------------- \| ------------------ \| ---------------------------------- \| ------------------ \| \| 1er \| Evaldas Šiškevičius \| Lituanie \| Go Sport-Roubaix Lille Métropole \| 15 h 59 min 36 s \| \| 2e \| Gerben Thijssen \| Belgique \| Intermarché-Wanty-Gobert Matériaux \| + 1 s \| \| 3e \| Arvid de Kleijn \| Pays-Bas \| Human Powered Health \| + 1 s \| \| 4e \| Lionel Taminiaux \| Belgique \| Alpecin-Fenix \| + 1 s \| \| 5e \| Philippe Gilbert \| Belgique \| Lotto-Soudal \| + 1 s \| \| 6e \| Samuel Leroux \| France \| Go Sport-Roubaix Lille Métropole \| + 2 s \| \| 7e \| Stanisław Aniołkowski \| Pologne \| Bingoal Pauwels Sauces WB \| + 3 s \| \| 8e \| Alexandre Delettre \| France \| Cofidis \| + 6 s \| \| 9e \| Nils Eekhoff \| Pays-Bas \| Team DSM \| + 7 s \| \| 10e \| Thomas Boudat \| France \| Go Sport-Roubaix Lille Métropole \| + 7 s \| |                       |          |                                    |                  |
| |                       |          |                                    |                  |
| Source : ProCyclingStats |                       |          |                                    |                  |
| Classement général |                       |          |                                    |                  |
| Coureur | Coureur               | Pays     | Équipe                             | Temps            |
| 1er | Evaldas Šiškevičius   | Lituanie | Go Sport-Roubaix Lille Métropole   | 15 h 59 min 36 s |
| 2e | Gerben Thijssen       | Belgique | Intermarché-Wanty-Gobert Matériaux | + 1 s            |
| 3e | Arvid de Kleijn       | Pays-Bas | Human Powered Health               | + 1 s            |
| 4e | Lionel Taminiaux      | Belgique | Alpecin-Fenix                      | + 1 s            |
| 5e | Philippe Gilbert      | Belgique | Lotto-Soudal                       | + 1 s            |
| 6e | Samuel Leroux         | France   | Go Sport-Roubaix Lille Métropole   | + 2 s            |
| 7e | Stanisław Aniołkowski | Pologne  | Bingoal Pauwels Sauces WB          | + 3 s            |
| 8e | Alexandre Delettre    | France   | Cofidis                            | + 6 s            |
| 9e | Nils Eekhoff          | Pays-Bas | Team DSM                           | + 7 s            |
| 10e | Thomas Boudat         | France   | Go Sport-Roubaix Lille Métropole   | + 7 s            |

### 5eétape
| \| Classement de l'étape \| Classement de l'étape \| Classement de l'étape \| Classement de l'étape \| Classement de l'étape \| \| Coureur \| Coureur \| Pays \| Équipe \| Temps \| \| --------------------- \| --------------------- \| --------------------- \| ---------------------------------- \| --------------------- \| \| 1er \| Gianni Vermeersch \| Belgique \| Alpecin-Fenix \| 4 h 39 min 56 s \| \| 2e \| Oliver Naesen \| Belgique \| AG2R Citroën Team \| + 0 s \| \| 3e \| Jake Stewart \| Royaume-Uni \| Groupama-FDJ \| + 0 s \| \| 4e \| Philippe Gilbert \| Belgique \| Lotto-Soudal \| + 0 s \| \| 5e \| Benjamin Thomas \| France \| Cofidis \| + 0 s \| \| 6e \| Baptiste Planckaert \| Belgique \| Intermarché-Wanty-Gobert Matériaux \| + 0 s \| \| 7e \| Damien Touzé \| France \| AG2R Citroën Team \| + 8 s \| \| 8e \| Julien Simon \| France \| TotalEnergies \| + 8 s \| \| 9e \| Andreas Kron \| Danemark \| Lotto-Soudal \| + 8 s \| \| 10e \| Lorrenzo Manzin \| France \| TotalEnergies \| + 8 s \| |                     |             |                                    |                 |
| |                     |             |                                    |                 |
| Source : ProCyclingStats |                     |             |                                    |                 |
| Classement de l'étape |                     |             |                                    |                 |
| Coureur | Coureur             | Pays        | Équipe                             | Temps           |
| 1er | Gianni Vermeersch   | Belgique    | Alpecin-Fenix                      | 4 h 39 min 56 s |
| 2e | Oliver Naesen       | Belgique    | AG2R Citroën Team                  | + 0 s           |
| 3e | Jake Stewart        | Royaume-Uni | Groupama-FDJ                       | + 0 s           |
| 4e | Philippe Gilbert    | Belgique    | Lotto-Soudal                       | + 0 s           |
| 5e | Benjamin Thomas     | France      | Cofidis                            | + 0 s           |
| 6e | Baptiste Planckaert | Belgique    | Intermarché-Wanty-Gobert Matériaux | + 0 s           |
| 7e | Damien Touzé        | France      | AG2R Citroën Team                  | + 8 s           |
| 8e | Julien Simon        | France      | TotalEnergies                      | + 8 s           |
| 9e | Andreas Kron        | Danemark    | Lotto-Soudal                       | + 8 s           |
| 10e | Lorrenzo Manzin     | France      | TotalEnergies                      | + 8 s           |

| \| Classement général \| Classement général \| Classement général \| Classement général \| Classement général \| \| Coureur \| Coureur \| Pays \| Équipe \| Temps \| \| ------------------ \| ------------------- \| ------------------ \| ---------------------------------- \| ------------------ \| \| 1er \| Philippe Gilbert \| Belgique \| Lotto-Soudal \| 20 h 39 min 33 s \| \| 2e \| Oliver Naesen \| Belgique \| AG2R Citroën Team \| + 4 s \| \| 3e \| Jake Stewart \| Royaume-Uni \| Groupama-FDJ \| + 5 s \| \| 4e \| Benjamin Thomas \| France \| Cofidis \| + 10 s \| \| 5e \| Baptiste Planckaert \| Belgique \| Intermarché-Wanty-Gobert Matériaux \| + 10 s \| \| 6e \| Julien Simon \| France \| TotalEnergies \| + 14 s \| \| 7e \| Romain Cardis \| France \| Saint Michel-Auber 93 \| + 16 s \| \| 8e \| Lorrenzo Manzin \| France \| TotalEnergies \| + 17 s \| \| 9e \| Hugo Hofstetter \| France \| Arkéa-Samsic \| + 18 s \| \| 10e \| Damien Touzé \| France \| AG2R Citroën Team \| + 18 s \| |                     |             |                                    |                  |
| |                     |             |                                    |                  |
| Source : ProCyclingStats |                     |             |                                    |                  |
| Classement général |                     |             |                                    |                  |
| Coureur | Coureur             | Pays        | Équipe                             | Temps            |
| 1er | Philippe Gilbert    | Belgique    | Lotto-Soudal                       | 20 h 39 min 33 s |
| 2e | Oliver Naesen       | Belgique    | AG2R Citroën Team                  | + 4 s            |
| 3e | Jake Stewart        | Royaume-Uni | Groupama-FDJ                       | + 5 s            |
| 4e | Benjamin Thomas     | France      | Cofidis                            | + 10 s           |
| 5e | Baptiste Planckaert | Belgique    | Intermarché-Wanty-Gobert Matériaux | + 10 s           |
| 6e | Julien Simon        | France      | TotalEnergies                      | + 14 s           |
| 7e | Romain Cardis       | France      | Saint Michel-Auber 93              | + 16 s           |
| 8e | Lorrenzo Manzin     | France      | TotalEnergies                      | + 17 s           |
| 9e | Hugo Hofstetter     | France      | Arkéa-Samsic                       | + 18 s           |
| 10e | Damien Touzé        | France      | AG2R Citroën Team                  | + 18 s           |

### 6eétape
| \| Classement de l'étape \| Classement de l'étape \| Classement de l'étape \| Classement de l'étape \| Classement de l'étape \| \| Coureur \| Coureur \| Pays \| Équipe \| Temps \| \| --------------------- \| --------------------- \| --------------------- \| ---------------------------------- \| --------------------- \| \| 1er \| Gerben Thijssen \| Belgique \| Intermarché-Wanty-Gobert Matériaux \| 4 h 20 min 53 s \| \| 2e \| Hugo Hofstetter \| France \| Arkéa-Samsic \| + 0 s \| \| 3e \| Lorrenzo Manzin \| France \| TotalEnergies \| + 0 s \| \| 4e \| Lionel Taminiaux \| Belgique \| Alpecin-Fenix \| + 0 s \| \| 5e \| Pierre Barbier \| France \| B&B Hotels-KTM \| + 0 s \| \| 6e \| Stanisław Aniołkowski \| Pologne \| Bingoal Pauwels Sauces WB \| + 0 s \| \| 7e \| Jason Tesson \| France \| Saint Michel-Auber 93 \| + 0 s \| \| 8e \| Benjamin Thomas \| France \| Cofidis \| + 0 s \| \| 9e \| Niklas Märkl \| Allemagne \| Team DSM \| + 0 s \| \| 10e \| Jake Stewart \| Royaume-Uni \| Groupama-FDJ \| + 0 s \| |                       |             |                                    |                 |
| |                       |             |                                    |                 |
| Source : ProCyclingStats |                       |             |                                    |                 |
| Classement de l'étape |                       |             |                                    |                 |
| Coureur | Coureur               | Pays        | Équipe                             | Temps           |
| 1er | Gerben Thijssen       | Belgique    | Intermarché-Wanty-Gobert Matériaux | 4 h 20 min 53 s |
| 2e | Hugo Hofstetter       | France      | Arkéa-Samsic                       | + 0 s           |
| 3e | Lorrenzo Manzin       | France      | TotalEnergies                      | + 0 s           |
| 4e | Lionel Taminiaux      | Belgique    | Alpecin-Fenix                      | + 0 s           |
| 5e | Pierre Barbier        | France      | B&B Hotels-KTM                     | + 0 s           |
| 6e | Stanisław Aniołkowski | Pologne     | Bingoal Pauwels Sauces WB          | + 0 s           |
| 7e | Jason Tesson          | France      | Saint Michel-Auber 93              | + 0 s           |
| 8e | Benjamin Thomas       | France      | Cofidis                            | + 0 s           |
| 9e | Niklas Märkl          | Allemagne   | Team DSM                           | + 0 s           |
| 10e | Jake Stewart          | Royaume-Uni | Groupama-FDJ                       | + 0 s           |

## Classements finals

### Classement général final
| \| Classement général \| Classement général \| Classement général \| Classement général \| Classement général \| \| Coureur \| Coureur \| Pays \| Équipe \| Temps \| \| ------------------ \| ------------------- \| ------------------ \| ---------------------------------- \| ------------------ \| \| 1er \| Philippe Gilbert \| Belgique \| Lotto-Soudal \| 25 h 00 min 26 s \| \| 2e \| Oliver Naesen \| Belgique \| AG2R Citroën Team \| + 4 s \| \| 3e \| Jake Stewart \| Royaume-Uni \| Groupama-FDJ \| + 5 s \| \| 4e \| Benjamin Thomas \| France \| Cofidis \| + 10 s \| \| 5e \| Baptiste Planckaert \| Belgique \| Intermarché-Wanty-Gobert Matériaux \| + 10 s \| \| 6e \| Hugo Hofstetter \| France \| Arkéa-Samsic \| + 12 s \| \| 7e \| Lorrenzo Manzin \| France \| TotalEnergies \| + 13 s \| \| 8e \| Julien Simon \| France \| TotalEnergies \| + 14 s \| \| 9e \| Romain Cardis \| France \| Saint Michel-Auber 93 \| + 16 s \| \| 10e \| Damien Touzé \| France \| AG2R Citroën Team \| + 18 s \| |                     |             |                                    |                  |
| |                     |             |                                    |                  |
| Source : ProCyclingStats |                     |             |                                    |                  |
| Classement général |                     |             |                                    |                  |
| Coureur | Coureur             | Pays        | Équipe                             | Temps            |
| 1er | Philippe Gilbert    | Belgique    | Lotto-Soudal                       | 25 h 00 min 26 s |
| 2e | Oliver Naesen       | Belgique    | AG2R Citroën Team                  | + 4 s            |
| 3e | Jake Stewart        | Royaume-Uni | Groupama-FDJ                       | + 5 s            |
| 4e | Benjamin Thomas     | France      | Cofidis                            | + 10 s           |
| 5e | Baptiste Planckaert | Belgique    | Intermarché-Wanty-Gobert Matériaux | + 10 s           |
| 6e | Hugo Hofstetter     | France      | Arkéa-Samsic                       | + 12 s           |
| 7e | Lorrenzo Manzin     | France      | TotalEnergies                      | + 13 s           |
| 8e | Julien Simon        | France      | TotalEnergies                      | + 14 s           |
| 9e | Romain Cardis       | France      | Saint Michel-Auber 93              | + 16 s           |
| 10e | Damien Touzé        | France      | AG2R Citroën Team                  | + 18 s           |

### Classements annexes

#### Classement par points
| Classement par points | Classement par points | Classement par points | Classement par points              | Classement par points |
| Coureur               | Coureur               | Pays                  | Équipe                             | Points                |
| --------------------- | --------------------- | --------------------- | ---------------------------------- | --------------------- |
| 1er                   | Jason Tesson          | France                | Saint Michel-Auber 93              | 43 pts                |
| 2e                    | Gerben Thijssen       | Belgique              | Intermarché-Wanty-Gobert Matériaux | 36 pts                |
| 3e                    | Arvid de Kleijn       | Pays-Bas              | Human Powered Health               | 28 pts                |
| 4e                    | Lionel Taminiaux      | Belgique              | Alpecin-Fenix                      | 25 pts                |
| 5e                    | Hugo Hofstetter       | France                | Arkéa-Samsic                       | 24 pts                |
| 6e                    | Philippe Gilbert      | Belgique              | Lotto-Soudal                       | 22 pts                |
| 7e                    | Lorrenzo Manzin       | France                | TotalEnergies                      | 21 pts                |
| 8e                    | Pierre Barbier        | France                | B&B Hotels-KTM                     | 20 pts                |
| 9e                    | Stanisław Aniołkowski | Pologne               | Bingoal Pauwels Sauces WB          | 20 pts                |
| 10e                   | Clément Russo         | France                | Arkéa-Samsic                       | 13 pts                |

#### Classement de la montagne
| Classement de la montagne | Classement de la montagne | Classement de la montagne | Classement de la montagne        | Classement de la montagne |
| Coureur                   | Coureur                   | Pays                      | Équipe                           | Points                    |
| ------------------------- | ------------------------- | ------------------------- | -------------------------------- | ------------------------- |
| 1er                       | Alex Colman               | Belgique                  | Sport Vlaanderen-Baloise         | 40 pts                    |
| 2e                        | Michael Gogl              | Autriche                  | Alpecin-Fenix                    | 17 pts                    |
| 3e                        | Louis Blouwe              | Belgique                  | Bingoal Pauwels Sauces WB        | 11 pts                    |
| 4e                        | Samuel Leroux             | France                    | Go Sport-Roubaix Lille Métropole | 10 pts                    |
| 5e                        | Matthieu Ladagnous        | France                    | Groupama-FDJ                     | 9 pts                     |
| 6e                        | Milan Fretin              | Belgique                  | Sport Vlaanderen-Baloise         | 8 pts                     |
| 7e                        | Evaldas Šiškevičius       | Lituanie                  | Go Sport-Roubaix Lille Métropole | 6 pts                     |
| 8e                        | Cyril Barthe              | France                    | B&B Hotels-KTM                   | 5 pts                     |
| 9e                        | Robert Stannard           | Australie                 | Alpecin-Fenix                    | 4 pts                     |
| 10e                       | Gilles De Wilde           | Belgique                  | Sport Vlaanderen-Baloise         | 4 pts                     |

#### Classement du meilleur jeune
| Classement du meilleur jeune | Classement du meilleur jeune | Classement du meilleur jeune | Classement du meilleur jeune       | Classement du meilleur jeune |
| Coureur                      | Coureur                      | Pays                         | Équipe                             | Temps                        |
| ---------------------------- | ---------------------------- | ---------------------------- | ---------------------------------- | ---------------------------- |
| 1er                          | Jake Stewart                 | Royaume-Uni                  | Groupama-FDJ                       | 25 h 00 min 31 s             |
| 2e                           | Andreas Kron                 | Danemark                     | Lotto-Soudal                       | + 13 s                       |
| 3e                           | Hugo Page                    | France                       | Intermarché-Wanty-Gobert Matériaux | + 17 s                       |
| 4e                           | Joris Delbove                | France                       | Saint Michel-Auber 93              | + 54 s                       |
| 5e                           | Ward Vanhoof                 | Belgique                     | Sport Vlaanderen-Baloise           | + 1 min 12 s                 |
| 6e                           | Samuel Watson                | Royaume-Uni                  | Équipe continentale Groupama-FDJ   | + 1 min 12 s                 |
| 7e                           | Hugo Toumire                 | France                       | Cofidis                            | + 1 min 32 s                 |
| 8e                           | Paul Lapeira                 | France                       | AG2R Citroën Team                  | + 1 min 38 s                 |
| 9e                           | Laurence Pithie              | Nouvelle-Zélande             | Équipe continentale Groupama-FDJ   | + 1 min 39 s                 |
| 10e                          | Ruben Apers                  | Belgique                     | Sport Vlaanderen-Baloise           | + 1 min 52 s                 |

#### Classement par équipes
| Classement par équipes | Classement par équipes             | Classement par équipes | Classement par équipes |
| Équipe                 | Équipe                             | Pays                   | Temps                  |
| ---------------------- | ---------------------------------- | ---------------------- | ---------------------- |
| 1re                    | Lotto-Soudal                       | Belgique               | 75 h 02 min 34 s       |
| 2e                     | B&B Hotels-KTM                     | France                 | + 16 s                 |
| 3e                     | Saint Michel-Auber 93              | France                 | + 28 s                 |
| 4e                     | Cofidis                            | France                 | + 46 s                 |
| 5e                     | Groupama-FDJ                       | France                 | + 51 s                 |
| 6e                     | AG2R Citroën Team                  | France                 | + 55 s                 |
| 7e                     | Intermarché-Wanty-Gobert Matériaux | Belgique               | + 1 min 13 s           |
| 8e                     | Alpecin-Fenix                      | Belgique               | + 1 min 39 s           |
| 9e                     | Go Sport-Roubaix Lille Métropole   | France                 | + 2 min 21 s           |
| 10e                    | TotalEnergies                      | France                 | + 3 min 51 s           |

## Evolution des classements
| Étape              | Vainqueur          | Classement général  | Classement de la montagne | Classement par points | Classement du meilleur jeune | Classement par équipe |
| ------------------ | ------------------ | ------------------- | ------------------------- | --------------------- | ---------------------------- | --------------------- |
| 1                  | Arvid de Kleijn    | Arvid de Kleijn     | Milan Fretin              | Arvid de Kleijn       | Jason Tesson                 | Groupama-FDJ          |
| 2                  | Jason Tesson       | Jason Tesson        | Alex Colman               | Jason Tesson          | Jason Tesson                 | Groupama-FDJ          |
| 3                  | Philippe Gilbert   | Arvid de Kleijn     | Alex Colman               | Jason Tesson          | Gerben Thijssen              | Arkéa-Samsic          |
| 4                  | Lionel Taminiaux   | Evaldas Šiškevičius | Alex Colman               | Jason Tesson          | Gerben Thijssen              | Arkéa-Samsic          |
| 5                  | Gianni Vermeersch  | Philippe Gilbert    | Alex Colman               | Jason Tesson          | Jake Stewart                 | Lotto-Soudal          |
| 6                  | Gerben Thijssen    | Philippe Gilbert    | Alex Colman               | Jason Tesson          | Jake Stewart                 | Lotto-Soudal          |
| Classements finals | Classements finals | Philippe Gilbert    | Alex Colman               | Jason Tesson          | Jake Stewart                 | Lotto-Soudal          |